# Firas Katoussi
Firas Katoussi (* 6. September 1995 in Tunis) ist ein tunesischer Taekwondoin. Er startet in der Gewichtsklasse bis 80 Kilogramm.

## Erfolge
Firas Katoussi sicherte sich international seine erste Medaille bei den Militärweltspielen 2019 in Wuhan, als er die Goldmedaille in der Gewichtsklasse bis 74 Kilogramm gewann. Im selben Jahr belegte er in dieser Klasse auch den ersten Platz bei den Afrikaspielen in Rabat. Zweimal wurde Katoussi in der Folge Afrikameister: 2021 in Dakar und 2022 in Kigali. Die Weltmeisterschaften 2022 in Guadalajara beendete er ebenso auf dem dritten Platz wie die Mittelmeerspiele 2022 in Oran. Die Wettkämpfe der Mittelmeerspiele bestritt er in der Gewichtsklasse bis 80 Kilogramm, in der er fortan kämpfte. 2023 wiederholte er bei den Afrikaspielen in Accra seinen Golderfolg von 2019.
Bei den Olympischen Spielen 2024 in Paris erreichte er in seiner Konkurrenz nach einem Auftaktsieg gegen den Australier Leon Sejranovic das Viertelfinale, in dem er Edi Hrnic aus Dänemark ebenso wie Sejranovic mit 2:0 besiegte. Im Halbfinale folgte ein 2:0-Erfolg gegen den US-Amerikaner Carl Nickolas, sodass Katoussi ins Finale einzog. Dieses bestritt er gegen Mehran Barkhordari aus dem Iran und bezwang ihn ebenfalls mit 2:0. Katoussi erhielt damit als Olympiasieger die Goldmedaille.